# Maksim Buznikin
Maksim Yevgenyevich Buznikin - em russo, Максим Евгеньевич Бузникин (Krasnodar, 1 de março de 1977) é um ex-futebolista russo, com passagens destacadas por Spartak e Lokomotiv Moscou.
Em sua carreira, que durou 19 anos, Buznikin jogou também por Kuban Krasnodar, Izumrud Timashyovsk, Lada Togliatti, Saturn, Rotor Volgogrado (ambos por empréstimo), FC Rostov, Shinnik Yaroslavl, Baltika Kaliningrado, Saturn-2 e FC Nizhny Novgorod. Pendurou as chuteiras em 2012, no Lokomotiv-2 Moscou. Em 2005, foi eleito o futebolista do ano no Campeonato Russo, quando ainda jogava pelo FC Rostov.
Com a Seleção Russa de Futebol, atuou em 8 jogos entre 1998 e 2001, marcando 5 gols. Com o selecionado fora da Eurocopa de 2000, Buznikin também acabou esquecido por Oleg Romantsev para a Copa de 2002 e não foi lembrado por Georgiy Yartsev na lista de convocados para a Eurocopa de 2004.